# Bassin d’Arcachon
Das Bassin d’Arcachon (Becken von Arcachon oder Bucht von Arcachon) ist eine etwa 155 Quadratkilometer große Bucht im Südwesten Frankreichs. Es gehört zum Meeresnaturpark Bassin d’Arcachon.

## Lage und Beschaffenheit

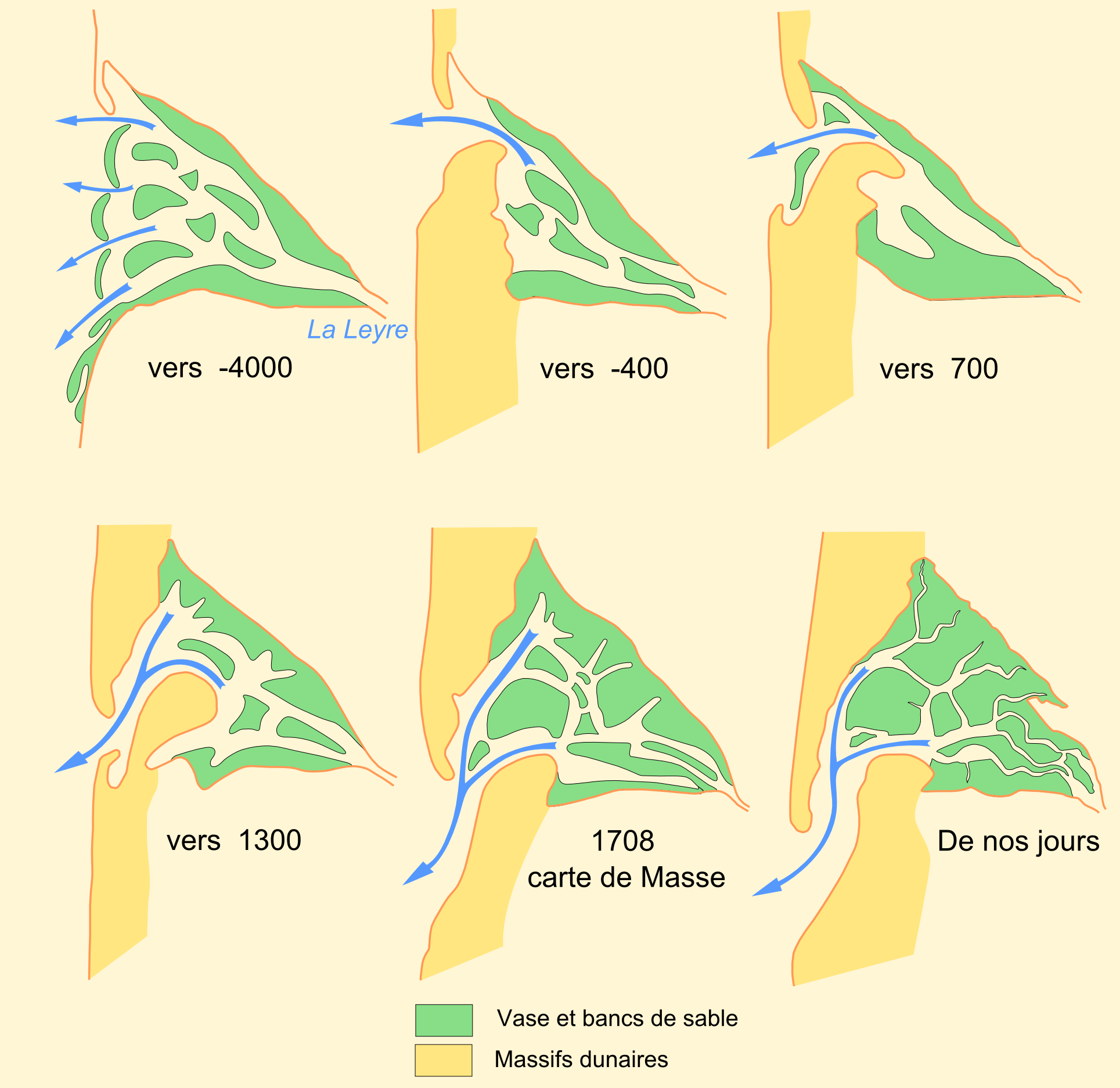
Diagramm zur Erläuterung der Bildung des Beckens von Arcachon (französisch)

Die Bucht liegt in der Region Nouvelle-Aquitaine, im Département Gironde und im Arrondissement Arcachon gut 42 Kilometer (Luftlinie) südwestlich der Stadt Bordeaux.
Das Bassin hat eine annähernd dreieckige Form und wird durch die Halbinsel Cap Ferret fast vom Atlantik abgetrennt.
In der Bucht befinden sich ausgedehnte, von Prielen durchzogene Wattflächen, auf denen Gezeitenfischerei betrieben wird.
Es gibt hier eine noch bemerkenswert ausgeprägte Flora und Fauna mit zum Teil seltenen Spezien. Einige Teilbereiche der Bucht sind Naturschutzgebiet. Innerhalb des Bassin d’Arcachon befindet sich eine Vogelschutzinsel, die Île aux Oiseaux, deren Betreten grundsätzlich nicht gestattet ist. In der Mündung der Bucht in den Atlantik liegt die Sandbank Banc d’Arguin, ein nationales Naturschutzgebiet, das zahlreichen Vogelarten als Nist- und Brutplatz, als Winterquartier oder Ruhezone dient.

## Wirtschaft und Tourismus

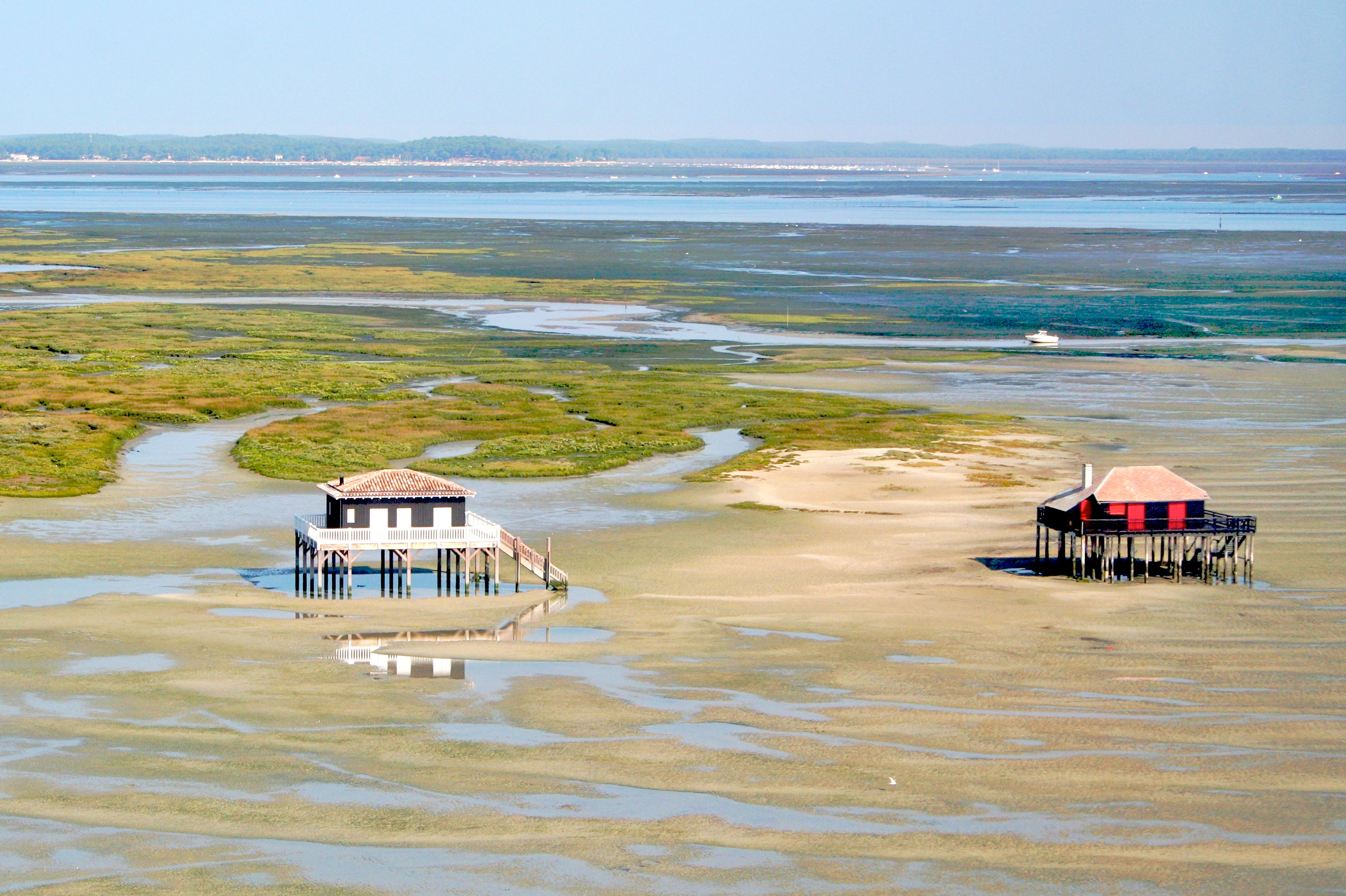
Cabanes tchanquées, nahe Arcachon

In der Bucht wird noch von fast 350 Fischern (in abnehmender Anzahl) Austernzucht betrieben, deren Erzeugnisse in den Restaurants der umliegenden Ferienorte, aber auch weltweit als Delikatesse gelten.
Um die Bucht herum gibt es neben dem touristischen Hauptort Arcachon eine ganze Reihe weiterer Badeorte mit der üblichen touristischen Infrastruktur wie Yachthäfen, Hotels und Ferienwohnungen, Campingplätzen und Restaurants in dieser Abfolge von Norden nach Süd/Südosten: Arès, Andernos, Lanton, Audenge, Biganos, Le Teich, Gujan-Mestras, La Teste-de-Buch, Arcachon.
Weitere Sehenswürdigkeiten in unmittelbarer Nähe sind das Cap Ferret, mit dem bekannten Leuchtturm, und etwas südlicher am Atlantik gelegen der höchsten Düne Europas, die Dune du Pilat, mit etwa 110 Metern Höhe (zu La Teste).

## Klima
| Monat                                     | Jan  | Feb  | Mär  | Apr  | Mai   | Jun  | Jul   | Aug   | Sep   | Okt   | Nov   | Dez  |
| ----------------------------------------- | ---- | ---- | ---- | ---- | ----- | ---- | ----- | ----- | ----- | ----- | ----- | ---- |
| Höchste Temperatur (°C)                   | 10,9 | 12,2 | 15,2 | 17,0 | 20,8  | 23,7 | 26,0  | 26,3  | 24,0  | 19,8  | 14,4  | 11,2 |
| Niedrigste Temperatur (°C)                | 2,5  | 2,5  | 4,5  | 6,6  | 10,3  | 13,3 | 15,1  | 15,0  | 12,1  | 9,7   | 5,6   | 3,2  |
| Durchschnittliche Temperatur (°C)         | 6,7  | 7,35 | 9,85 | 11,8 | 15,55 | 18,5 | 20,55 | 20,65 | 18,05 | 14,75 | 10    | 7,2  |
| Niederschlag (mm)                         | 95,5 | 74,9 | 66,4 | 79,6 | 62    | 56,4 | 46,9  | 59,1  | 77,8  | 99,9  | 120,8 | 107  |
| Quelle: Météo-France, Normales 1981–2010. |      |      |      |      |       |      |       |       |       |       |       |      |